# كارل كلوغ (لاعب كرة قدم أمريكية)
كارل كلوغ (بالإنجليزية: Karl Klug)‏ هو لاعب كرة قدم أمريكية أمريكي، ولد في 31 مارس 1988 في لاكروس في الولايات المتحدة.

## وصلات خارجية
- كارل كلوغ على موقع مرجع كرة القدم المحترفة.كوم (الإنجليزية)